# やまだひろあき
やまだ ひろあき（1983年4月28日 - ）は、日本の元お笑い芸人。本名・山田 裕亮（読み同じ）。旧芸名は山田 ひろあき（読み同じ）。大阪NSC29期生。かつては「平安美人」というコンビで活動していた。
大分県出身。立命館大学卒業。吉本新喜劇で活動していた。
2014年2月22日、やまだがアルバイトしていた喫茶店の常連客だったヨガスタジオ勤務の7歳年上の一般女性と結婚。

## 芸風
主にテンションの高い一発ギャグを芸風にしている。代表的な一発ギャグは「元気ハツラツに〜、俺なりのC!」「チャゲアス」「千手観音バイバイ」など。
路上ギャグライブでは、お客さんから指定された平仮名から始まるギャグ、50音ギャグを披露している。
師匠はサバンナの八木真澄。八木のブログ内で描かれている「真澄携帯小説」（八木が主人公の奇想天外な物語）にも何度か登場している。
2012年、吉本新喜劇座員オーディション2012に合格。2017年1月に新喜劇を退団している。
2017年11月29日、住宅宅地建物取引士資格試験に合格。

## 概暦
- M-1グランプリ2008年3回戦進出 爆笑全日本お笑い甲子園名義（ガリガリガリクソンとのユニット）
- R-1ぐらんぷり2011年準決勝進出

## 主な一発ギャグ
動き系
- 「チャゲ! アス! チャゲ! アス!」 - 主に登場時に使われる
- 「元気ハツラツに〜、俺なりのC!」 - オロナミンCのキャッチコピーのパロディ
- 「バイババイバババ×3千手観音バイバイ!」
- 「ムキムキー、だけどザコキャラー!」
- 「痛いの痛いの染みつけ〜! 共に生きてけ〜!」
- 「満員電車でスパーキーング!」
- 「ボディービルダーちゃいまんねーん両手磁石やねーん!」
- 「頭を上げたり下げたり上げたり下げたり、いたずらに時間が過ぎる。」
- 「エイ、エイ、オー! からのオイ、オイ、エーッ!」
- 「右膝〜の下剋上!右膝～の下剋上!」
- 「腕組み〜のいざこざ! 腕組み～のいざこざ!」
- 「猫背中学生からの〜、鳩胸高校デビュー!」
- 「パ〜パパパ〜パパ〜パパパパ〜パパ×2パイの実潰してま〜す!」
- 「お手々のしわとしわを合わせてちょっと揺らしてナマステ〜」 - はせがわのCMのパロディ
- 「エントリーナンバー1番、大はしゃぎ!」 - 欽ちゃんの仮装大賞の合格のテーマを口ずさんだ後に言う
- 「土下座！2パーセント！」

歌系
- 「アレッ!? アレッ!? アレッアレッアレッ叩き方忘れてるゴリラ♪」
- 「か〜っぱか〜っぱかっぱの住処を足でズシッ!」 - かっぱ寿司のCMソングの替え歌
- 「歯〜止め〜が効か〜ない〜、歯止めが効か〜ない〜暴れん坊貧乏揺すりっ!」 - 右膝を貧乏揺すりしながら暴れん坊将軍のテーマソングの替え歌
- 「ジャ〜パネットの〜社長を〜、俺はジャブ、アッパー、パパパン!」 - ジャパネットたかたのテーマソングの替え歌
- 「チャーンチャーチャランンラージオ体操じゃないセカンドバ〜ッグを放り投げてる〜」 - ラジオ体操第一の替え歌
- 「や〜きゅ〜う〜す〜る前に〜、こうゆう所で腹ごしらえ、マクド! 風月! KYK!」 - 野球拳の替え歌
- 「どんぐりころころころころころころ転がりすぎてここコロンビア!」 - 前半は童謡「どんぐりころころ」の替え歌
- 「すいませんでした！頭を上げたり下げたり（何度が繰り返した後に）いった〜ずっらに♪時間が過〜ぎる♪」 - 後半は魔訶不思議アドベンチャー!の替え歌
- 「そして〜ア〜ゴ〜がしゃくれ出す〜ヘ〜イ!」 - B'zのultra soulの替え歌
- 「いらない何も〜捨ててしまおう〜、街の中でスッポンポンすぐ逮捕〜♪」 - B'zのLOVE PHANTOMの替え歌

死にますよギャグ
- 「ヒッチハイク（親指の向きを）逆にし〜て車来〜てドーン!」
- 「胸を張って槍を刺してか〜んつー! か〜んつー!」 - 水前寺清子の365歩のマーチの替え歌
- 「小・麦粉 た〜まごにパン粉、ま・ぶして あ〜ぶらへドーン!」 - ポルノグラフィティのアポロの替え歌
- 「あ〜あ〜、ピラニア〜が〜いっぱい〜 え〜さいっぱい付けてフライアウェイ!」 - 湘南乃風の睡蓮花の替え歌

## 出演番組
- マヨブラ流（読売テレビ）
- 新春ホワイトカーペット（フジテレビ系） - キャッチコピーは「俺なりのギャグ」
- 爆笑レッドシアター（フジテレビ系） - 「ホワイトシアター」に出演
- お笑いメリーゴーランド（TBSテレビ）
- エンタの神様（日本テレビ） - キャッチコピーは「ハイパーギャグクリエイター」
- エンタの天使（日本テレビ） - キャッチコピーは「ハイパーギャグクリエイター」
- 千鳥のぼっけぇTV!（GAORA）

ほか多数